# 卢瓦尔河畔拉沙里泰
卢瓦尔河畔拉沙里泰（法語：La Charité-sur-Loire，法語發音：[la ʃaʁite syʁ lwaʁ]），法国中部城市，勃艮第-弗朗什-孔泰大区涅夫勒省的一个市镇，隶属于卢瓦尔河畔科讷库尔区，其市镇面积为15.8平方公里，2022年1月1日时人口数量为4,701人，在法国城市中排名第2,289位。
卢瓦尔河畔拉沙里泰位于涅夫勒省西部，卢瓦尔河右岸，隔河与谢尔省及中央-卢瓦尔河谷大区相望，是一个区域性的中心城市和交通枢纽。

## 地名来源
“沙里泰”一名来源于基督教，在现代法语中意为“慈悲”，该名称与当地历史上的修道院有关。

## 历史

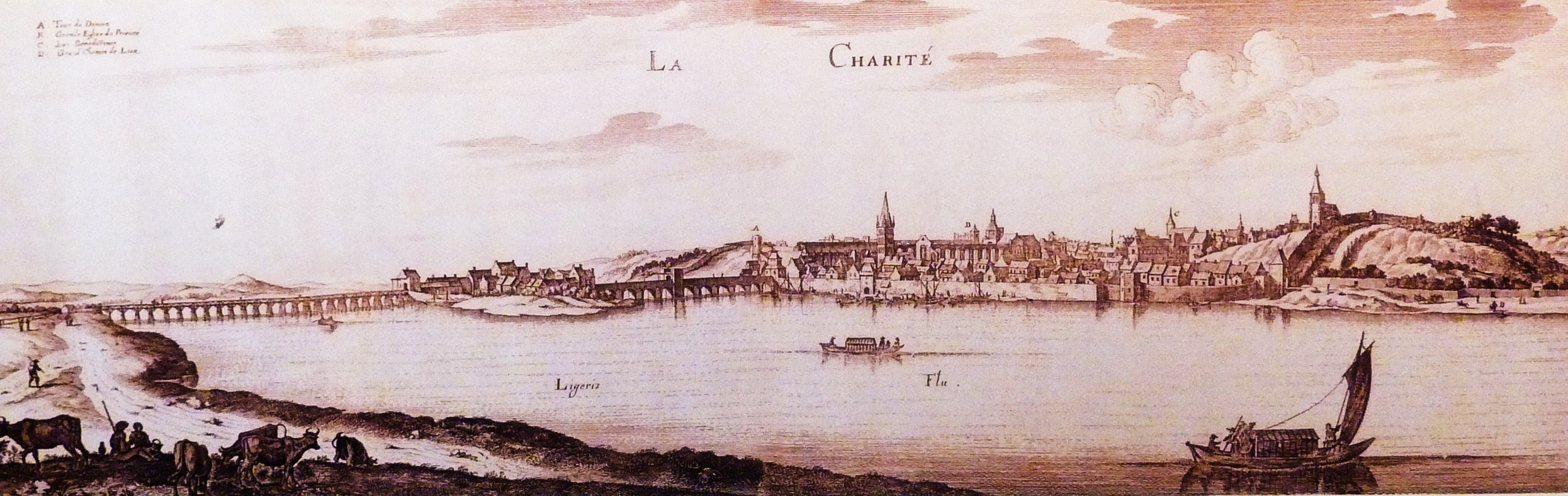
17世纪的卢瓦尔河畔拉沙里泰

卢瓦尔河畔拉沙里泰最初记载于公元8世纪初，彼时，来自法国南部的罗朗（Rolland du Roussillon）在此修建了一处祷告院，并将其附近区域命名为“Seyr”。公元11世纪，克吕尼修道院的热拉尔（Gérard de Cluny）主持在卢瓦尔河右岸修建圣母修道院以接纳和救济当地的贫苦人民，Seyr也更名为La Charité。中世纪中后期，圣母修道院不断扩大。英法百年战争期间，修道院曾一度成为法兰西王国和勃艮第公国之间争夺的焦点。法国大革命后，卢瓦尔河畔拉沙里泰成为涅夫勒省的一个市镇，并在1790至1795年间为该省的一个地区行署。工业革命期间，途径此地的莫雷－里昂铁路建成通车，卢瓦尔河畔拉沙里泰逐渐发展成为一个区域性的工商业中心。

## 地理

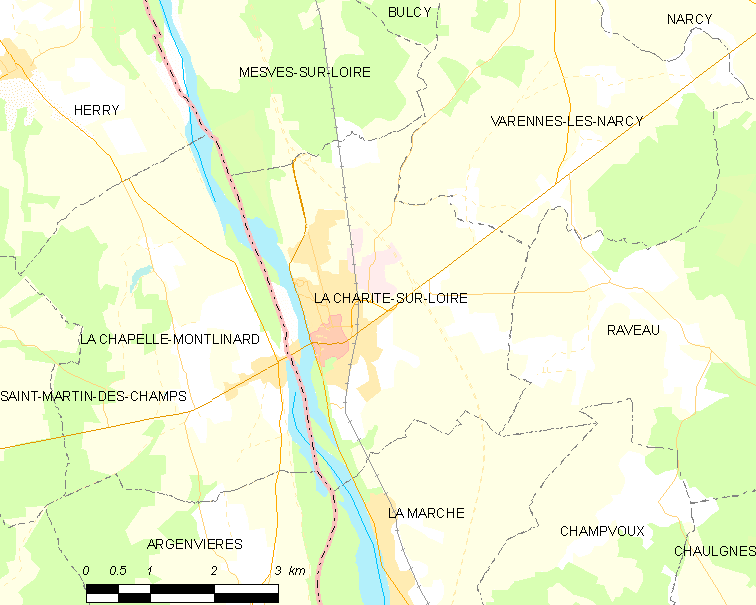
卢瓦尔河畔拉沙里泰市镇范围地图

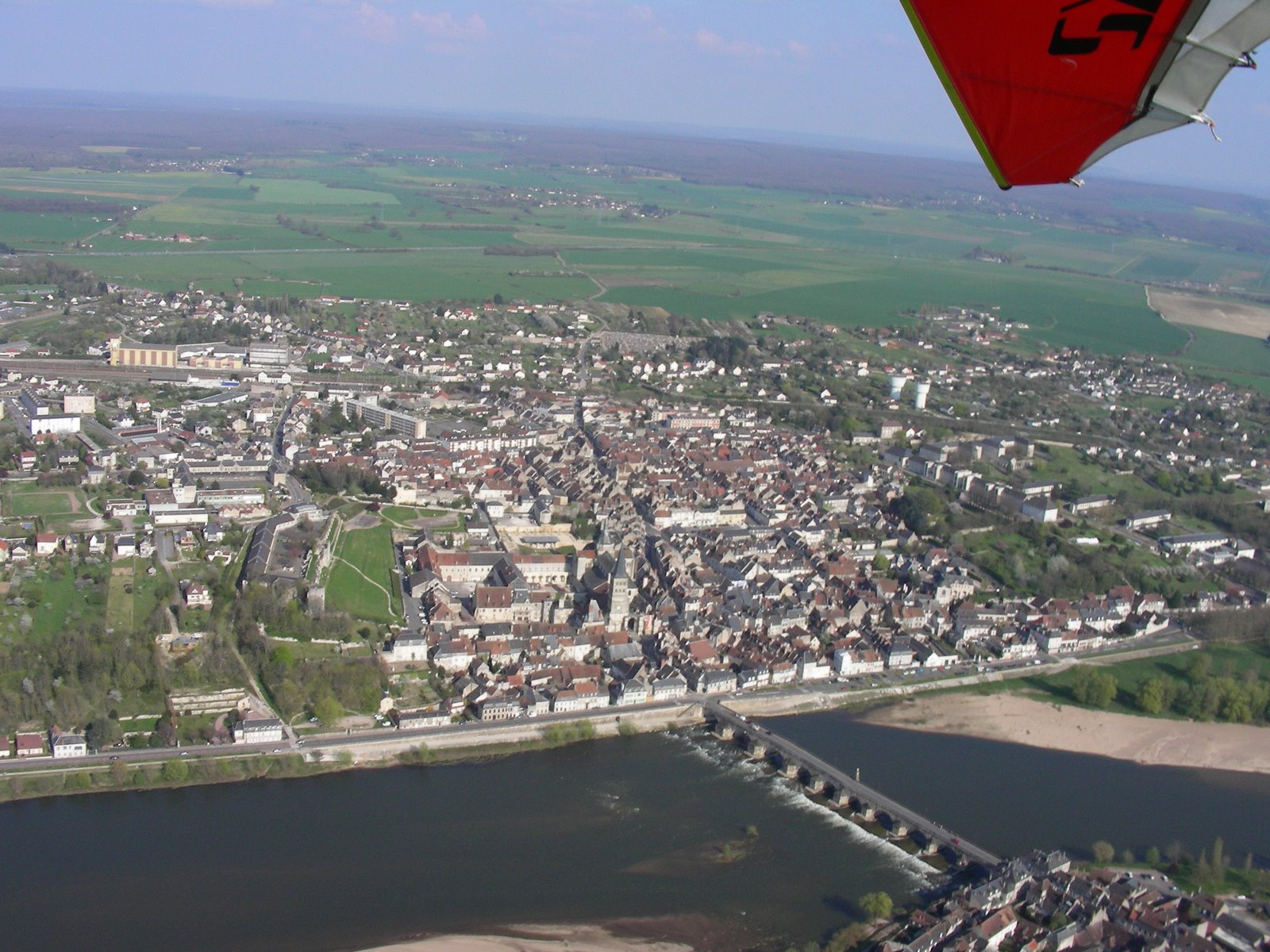
航拍卢瓦尔河畔拉沙里泰

卢瓦尔河畔拉沙里泰位于法国中部，勃艮第-弗朗什-孔泰大区西部和涅夫勒省西部，距离省会讷韦尔大约26公里。与卢瓦尔河畔拉沙里泰接壤的市镇包括：阿尔让维耶尔、拉沙佩勒蒙利纳尔、拉马尔什、卢瓦尔河畔梅沃、拉沃、瓦雷讷莱纳尔西。

### 地形
卢瓦尔河畔拉沙里泰位于卢瓦尔河中游谷地，境内以浅丘为主，市镇中心地势自河岸向东侧抬升，全境海拔在153到215米之间。

### 水文
卢瓦尔河干流自南向北流经市区西侧。

### 植被
卢瓦尔河畔拉沙里泰属于温带阔叶混交林区，林地主要分布于河流附近。
在鲜花城市的评比中，卢瓦尔河畔拉沙里泰被评为3星级鲜花城市。

### 气候
卢瓦尔河畔拉沙里泰在柯本气候分类法中属于温带海洋性气候。

## 行政区划
卢瓦尔河畔拉沙里泰是法国勃艮第-弗朗什-孔泰大区涅夫勒省的一个市镇，编号为58059。卢瓦尔河畔拉沙里泰隶属于卢瓦尔河畔科讷库尔区和涅夫勒省第一选区，管理卢瓦尔河畔拉沙里泰县，同时也是卢瓦尔-涅夫勒-贝特朗日市镇公共社区的办公驻地。
法国国家统计与经济研究所（简称）在进行数据统计时，将卢瓦尔河畔拉沙里泰单独设为卢瓦尔河畔拉沙里泰城市核心区，并将包括核心区在内的周边共3个市镇划为卢瓦尔河畔拉沙里泰城市区。自2020年起，卢瓦尔河畔拉沙里泰城市区被包含4个市镇的卢瓦尔河畔拉沙里泰城市辐射区代替。此外，还将卢瓦尔河畔拉沙里泰市镇分为了两个“块区”（IRIS），以便于统计人口分布情况。

## 交通

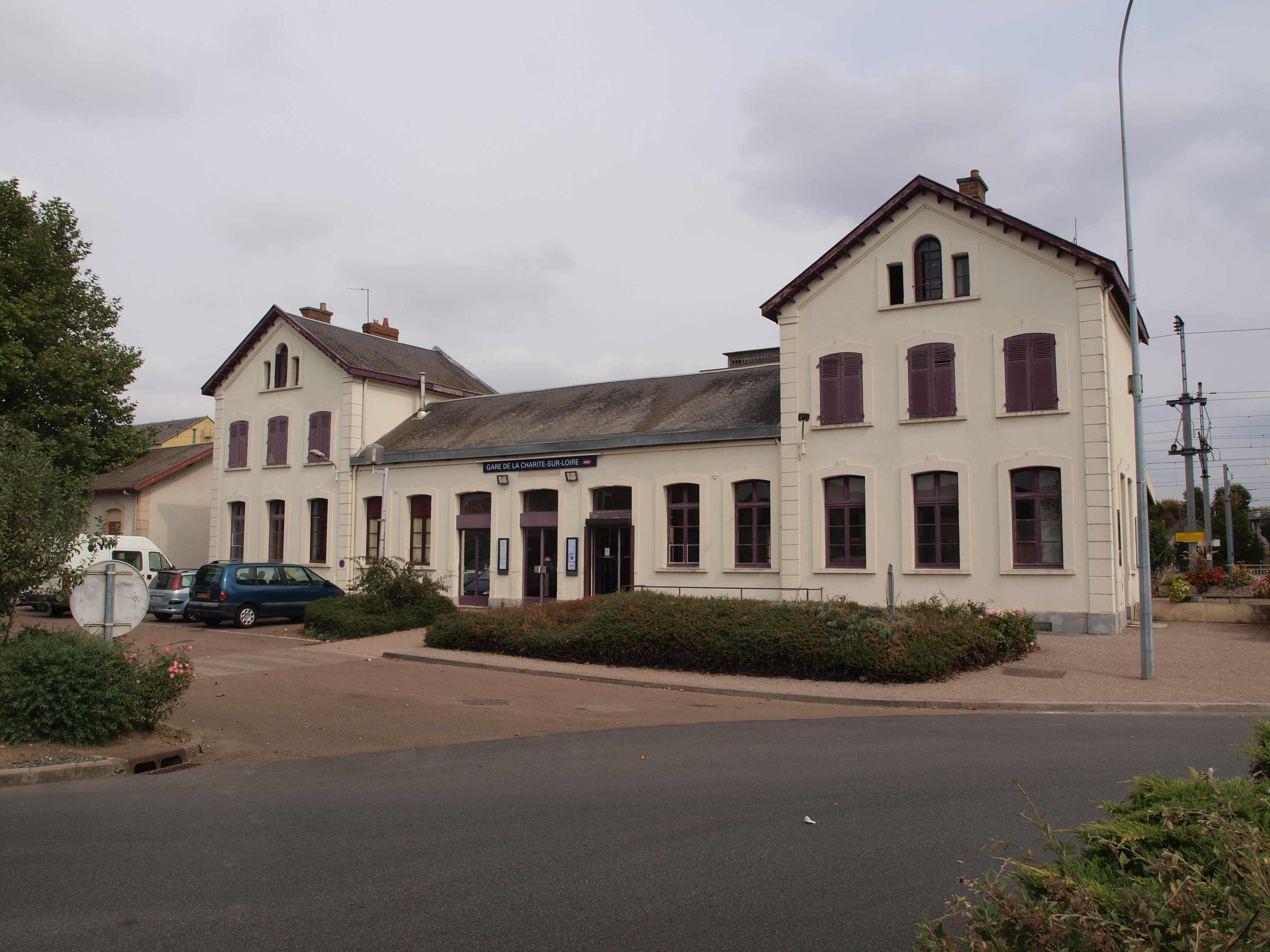
卢瓦尔河畔拉沙里泰火车站

### 公路
法国A77高速公路、国道N151线和多条涅夫勒省省道在卢瓦尔河畔拉沙里泰境内交汇，勃艮第-弗朗什-孔泰大区下属的城际客运提供巴士线路，可前往周边部分市镇。
2017年，58.6%的卢瓦尔河畔拉沙里泰家庭拥有至少一辆私人汽车。2019年，卢瓦尔河畔拉沙里泰境内共发生各类交通事故2起，造成1人遇难，2人受伤。

### 铁路
卢瓦尔河畔拉沙里泰位于莫雷－里昂铁路上。卢瓦尔河畔拉沙里泰站位于市区东部，停靠往返于巴黎和讷韦尔一线的区域列车。

### 航空
距离卢瓦尔河畔拉沙里泰最近的民用航空站为巴黎-奥利机场，距离卢瓦尔河畔拉沙里泰市中心的公路里程约175公里。

### 城市公共交通
截至2021年7月，卢瓦尔河畔拉沙里泰暂无城市公共交通系统。

## 政治

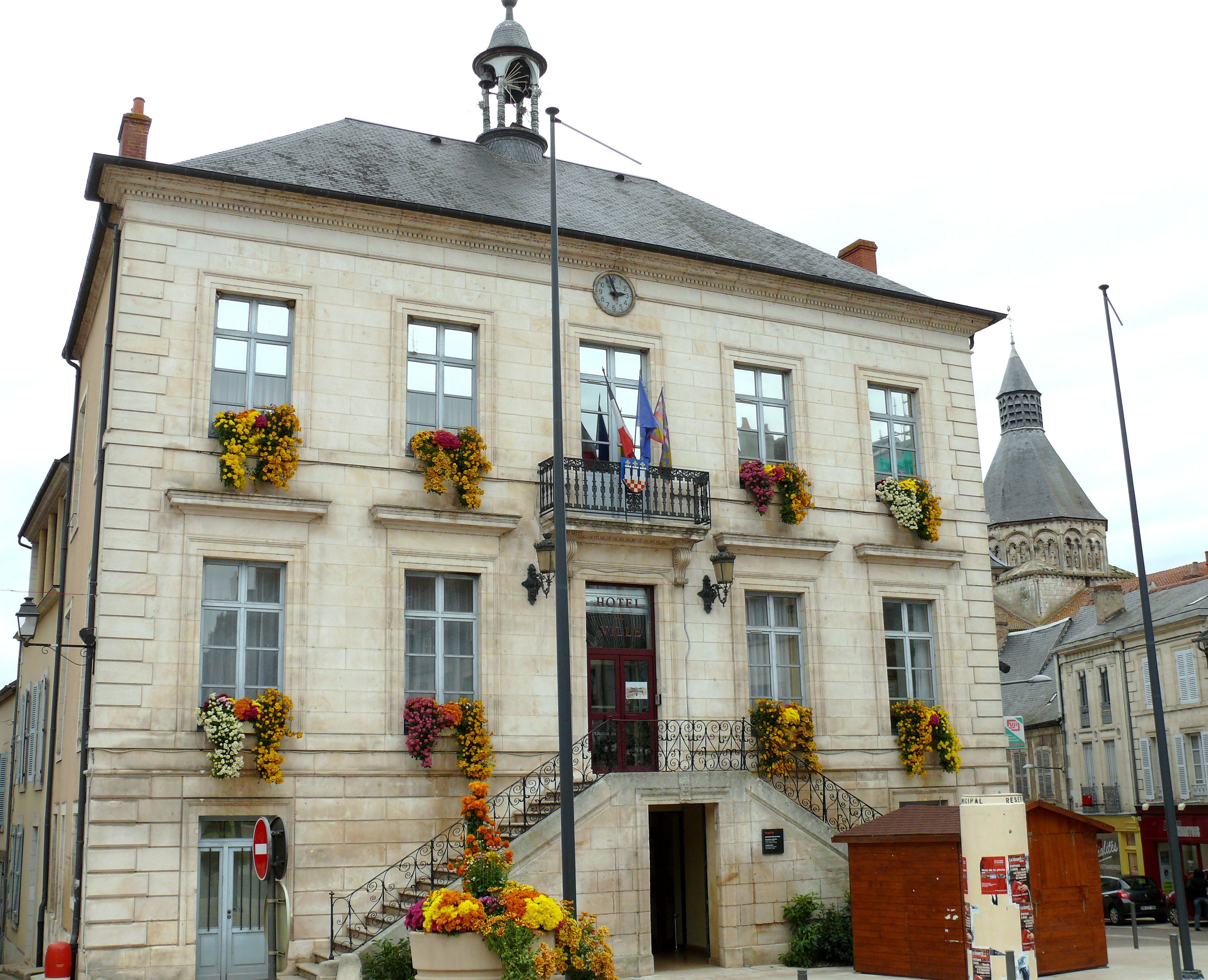
卢瓦尔河畔拉沙里泰市政厅

卢瓦尔河畔拉沙里泰的现任市长为亨利·瓦莱斯先生（Henri Valès），他是一名左翼无党派人士，在2020年的市政选举中获得了100%的支持率（无其他候选人）。
在2017年的法国总统大选中，法国第25任总统埃马纽埃尔·马克龙在卢瓦尔河畔拉沙里泰获得了65.43%的支持率。

## 人口
2018年，卢瓦尔河畔拉沙里泰市镇人口数量为4,812，在法国排名第2,289位。其中男性2,238人，女性2,663人，75岁及以上人口占16.4%，外籍人口数量为1,139人，人口密度为305人/平方公里，当地居民被称为（男性）或（女性）。2019年，卢瓦尔河畔拉沙里泰境内出生39人，死亡人口117人。
| 年份   | 1936  | 1946  | 1954  | 1962  | 1968  | 1975  | 1982  | 1990  | 1999  | 2005  | 2010  | 2015  | 2018  |
| ------ | ----- | ----- | ----- | ----- | ----- | ----- | ----- | ----- | ----- | ----- | ----- | ----- | ----- |
| 人口數 | 5,505 | 5,564 | 5,552 | 5,742 | 6,194 | 6,426 | 6,416 | 5,686 | 5,460 | 5,405 | 5,129 | 4,966 | 4,812 |

## 经济
截止2021年7月，卢瓦尔河畔拉沙里泰共有各类用人单位702家，平均历史为19年，其中97.69%为中小型企业（PME）。（零售）、（工业设备）及（办公设备）是当地2019年营业额最高的三个企业，分别为14,991,128欧元、10,676,557欧元和3,734,453欧元。

## 财政收入
2019年，卢瓦尔河畔拉沙里泰的财政收入总额为6,912,430欧元，财政支出总额为5,895,910欧元，当年的债务总额为6,041,190欧元。2020年，卢瓦尔河畔拉沙里泰共获得1,547,196欧元的国家财政补助，比上一年减少了0.01%。
2017年，卢瓦尔河畔拉沙里泰的人均月收入总额为1,836欧元，其中高级职员为3,482欧元，低于法国平均水平（4,214欧元）；中级职员为2,000欧元，低于法国平均水平（2,353欧元）；普通职员为1,552欧元，亦低于法国平均水平（1,690欧元）。
2017年，卢瓦尔河畔拉沙里泰境内的青壮年（15至64岁）失业率为18.7%，当地42.7%的家庭拥有纳税资格，平均纳税1,747欧元，低于法国平均水平（3,888欧元）。

## 社会事务

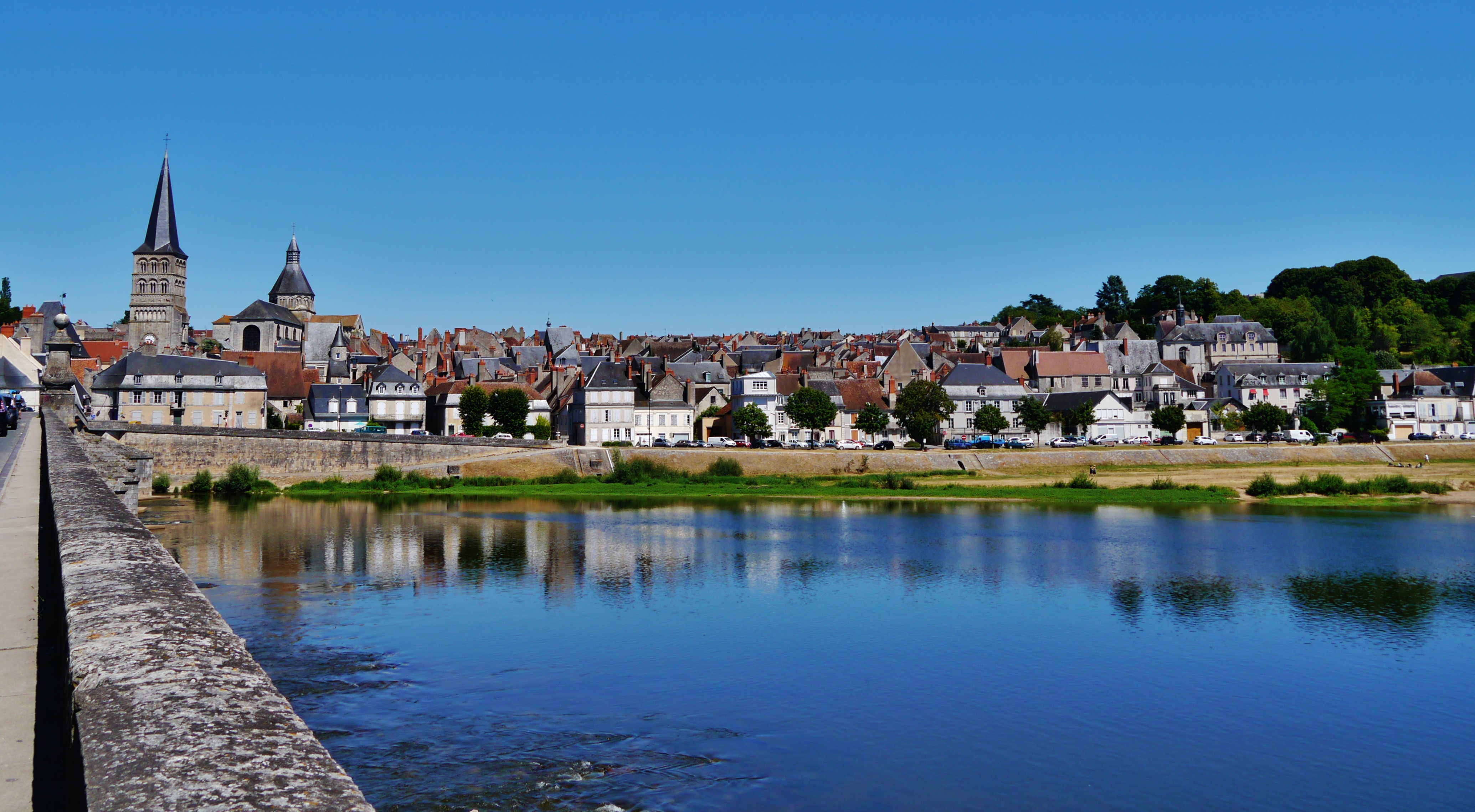
卢瓦尔河和河畔的镇中心

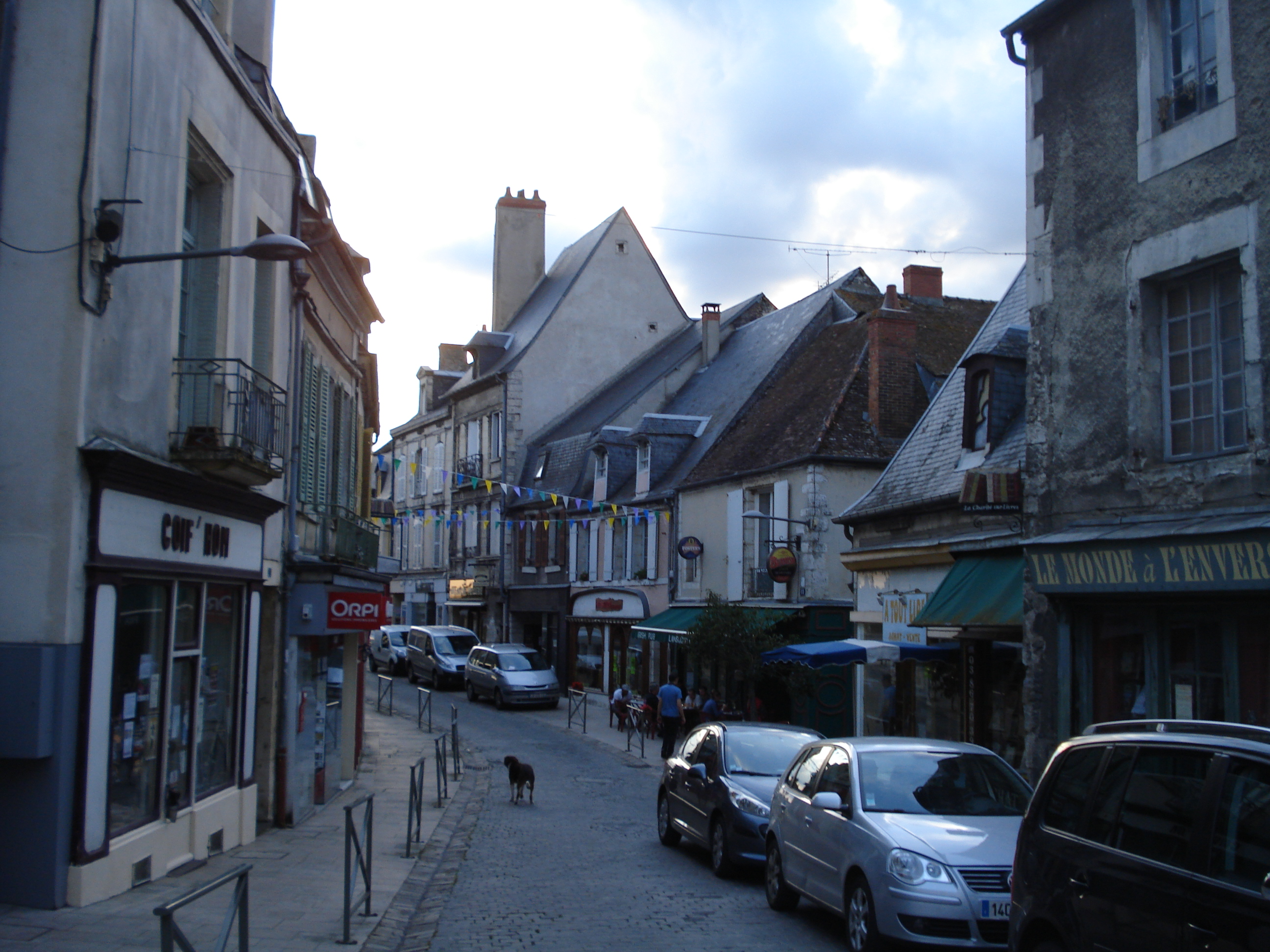
大桥街

### 教育
卢瓦尔河畔拉沙里泰属于第戎学区。截止2019年1月1日，卢瓦尔河畔拉沙里泰境内共有1所幼儿园、2所小学和1所初级中学。2018至2019学年度，卢瓦尔河畔拉沙里泰境内共有在校中等教育阶段学生444名。

### 医疗
截止2019年1月1日，卢瓦尔河畔拉沙里泰境内共有全科医生4名、保健师5名、牙医4名、护士9名和眼科医生1名。境内共有药房3家、养老院3家、残疾人帮扶中心2家。
卢瓦尔河畔拉沙里泰中心医院（Centre Hospitalier de La Charité-sur-Loire）是法国的一个区域性医疗机构，其主病区“亨利·迪南中心医院”（Centre Hôpital Henri Dunant）位于卢瓦尔河畔拉沙里泰市区，设有床位265个，是当地规模最大的公立综合性医院。

### 住房
2017年，卢瓦尔河畔拉沙里泰境内共有各类住房3,087套，其中60.7%为独立式居民区，38.9%为集中式居民区。常住房屋占卢瓦尔河畔拉沙里泰市镇范围内居民建筑总量的76.9%。
在住房保障政策方面，2017年，卢瓦尔河畔拉沙里泰境内共有635户家庭获得了住房经济补助，受益人数占总人口数量的13.0%，其中603份为房租补助。

### 商业
2019年，卢瓦尔河畔拉沙里泰境内共有各类实体商铺159家，其中餐厅23家、大型超市5家、杂货店2家、面包房3家、肉铺3家、书店4家、装饰品店2家、银行门店5家、美容美发店14家、汽车维修店10家。市区北部和东部各建有一家欧尚超市和Intermarché超市。

### 体育
2019年，卢瓦尔河畔拉沙里泰境内共有2家游泳池、1间体育馆、1座综合体育场、5处网球场、3处足球或橄榄球场以及2处篮球或排球场。
截至2021年7月，卢瓦尔河畔拉沙里泰体育联盟（Union Sportive Charitoise）是当地唯一的注册足球队。

### 环境
卢瓦尔河畔拉沙里泰的环境事务由其所属的公共社区负责。2019年，卢瓦尔河畔拉沙里泰境内共有1家污染企业。

### 治安
2019年，卢瓦尔河畔拉沙里泰市镇范围内有1处宪兵队。
2014年，卢瓦尔河畔拉沙里泰及附近地区共发生各类案件1,963起，其中盗窃类案件1,157起，经济类案件287起，毒品交易类案件133起。

## 文化
2019年，卢瓦尔河畔拉沙里泰境内共有1家电影院和1家博物馆。卢瓦尔河畔拉沙里泰市政府提供多媒体中心，向公众全年开放。

### 建筑
卢瓦尔河畔拉沙里泰境内有多处历史建筑，其中卢瓦尔河畔拉沙里泰圣母修道院是当地的地标性建筑物，法国首批国家文物保护单位，自1998年起作为圣雅各之路的一部分而被列入《世界文化遗产》名录。

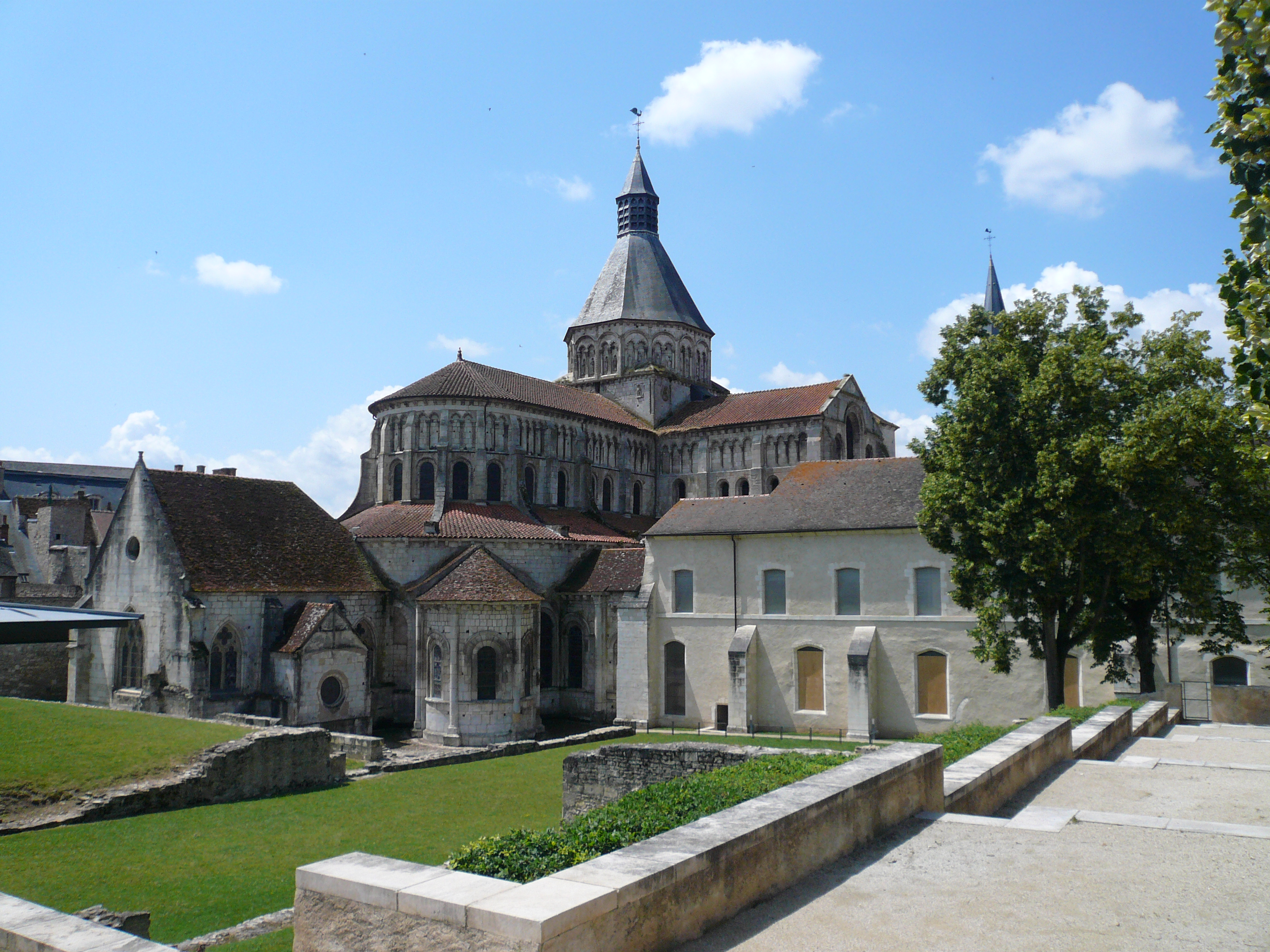
圣母修道院（法语：Prieuré Notre-Dame de La Charité-sur-Loire）
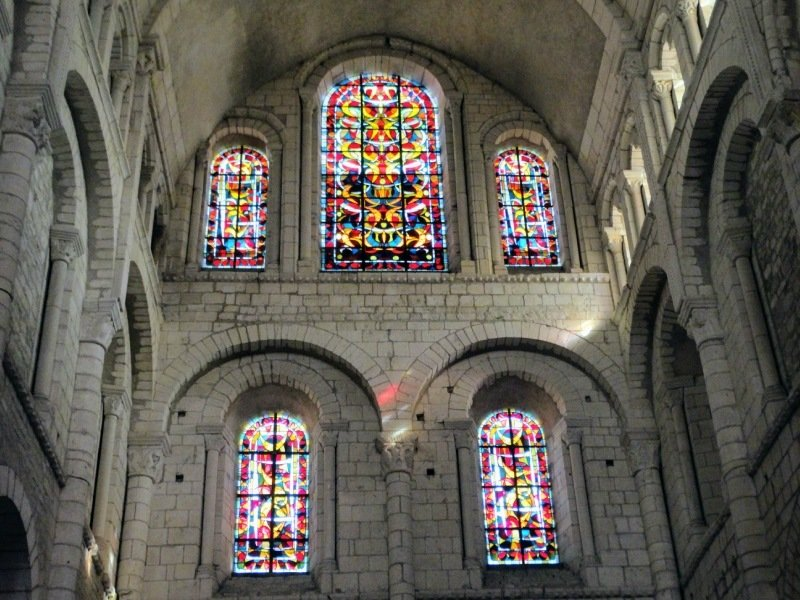
修道院窗花
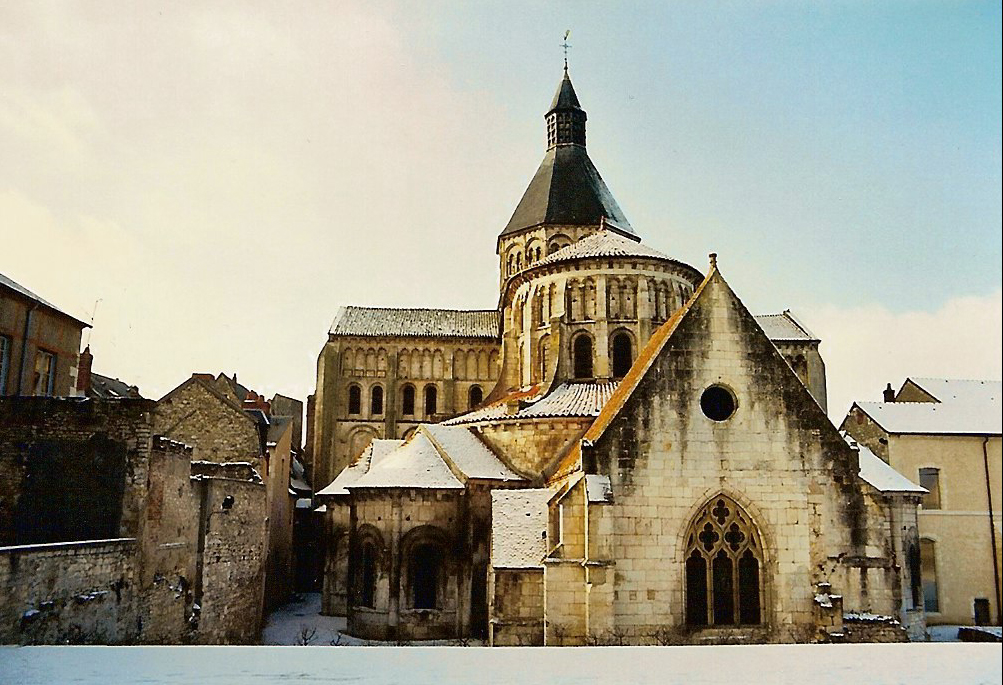
祷告室
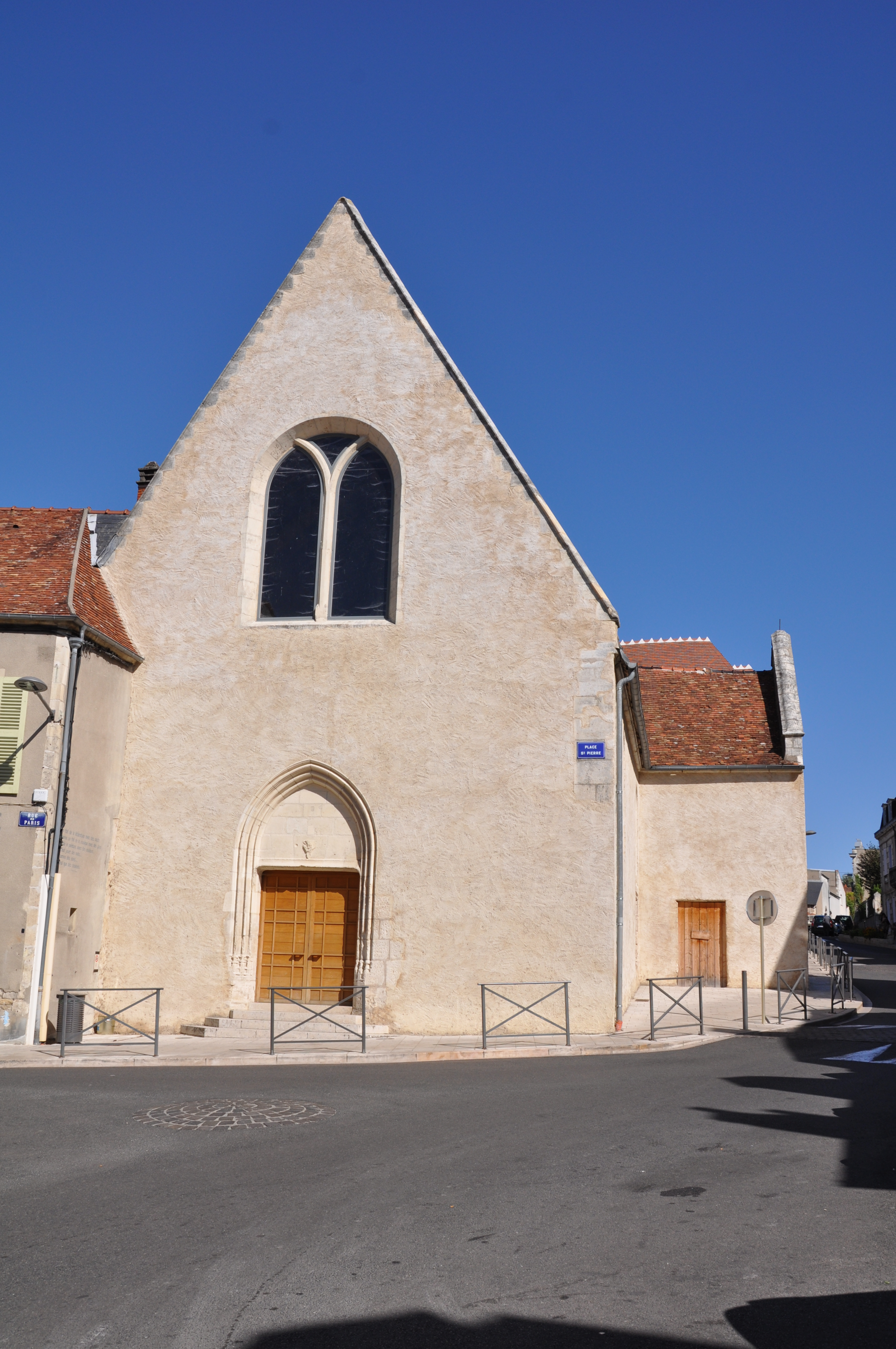
圣伯多禄教堂
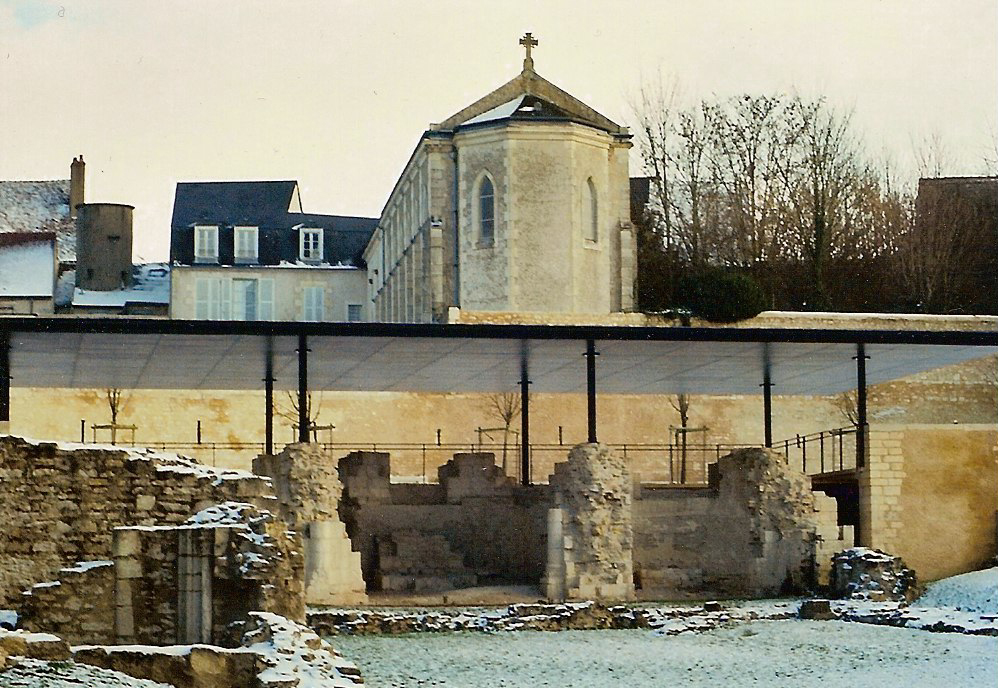
圣洛朗教堂旧址
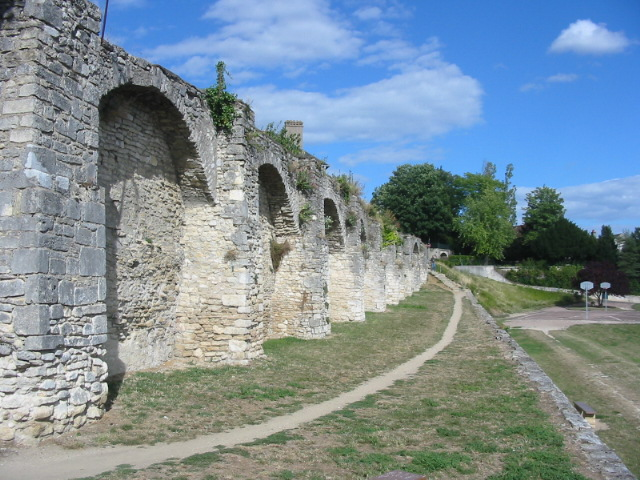
城墙旧址
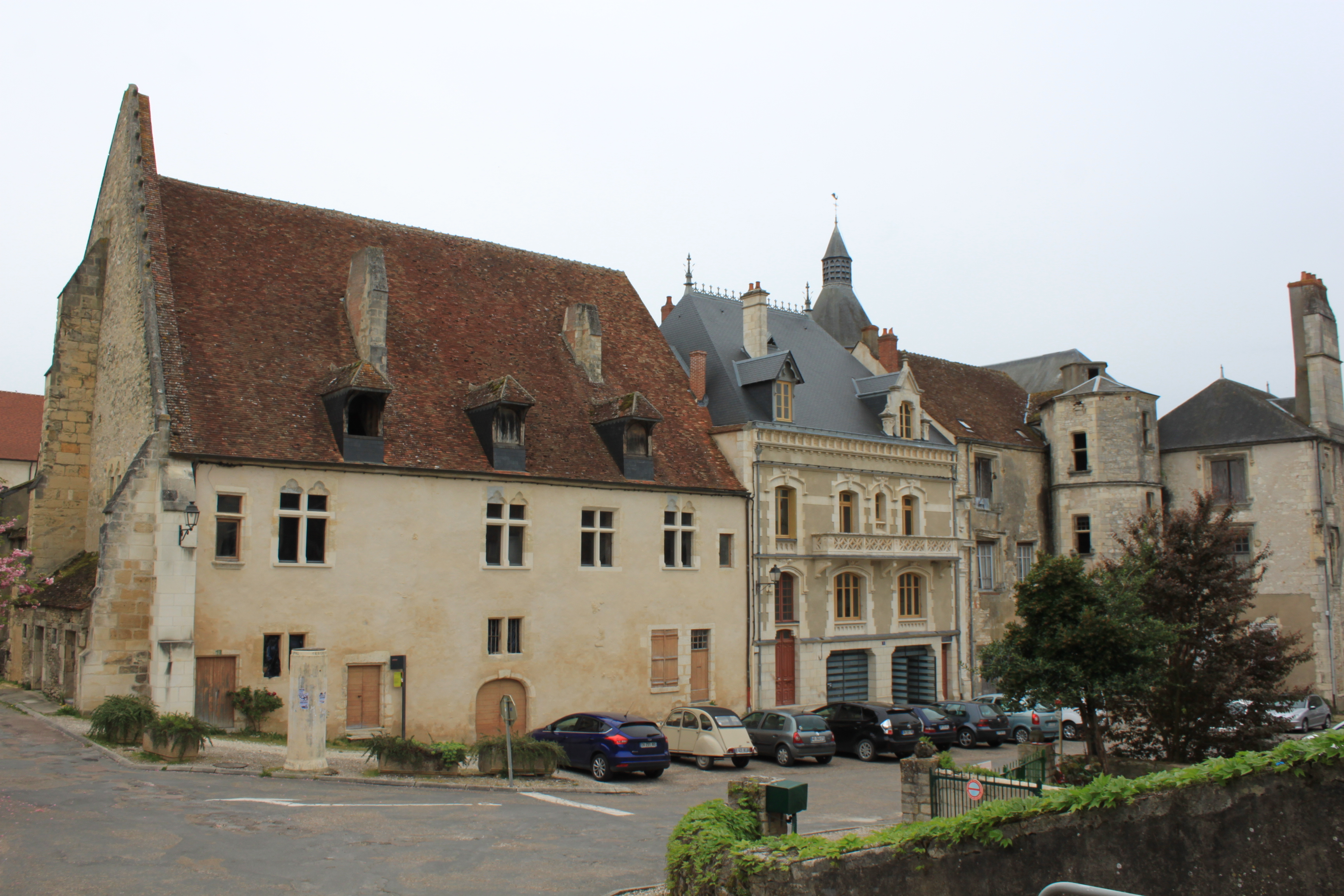
民居

### 旅游
卢瓦尔河畔拉沙里泰的旅游事务由其所属的公共社区负责。2020年，卢瓦尔河畔拉沙里泰境内共有4家酒店共计47间房间；另有1个露营地，可容纳共88辆露营车。

### 媒体
法国主要的媒体均可在卢瓦尔河畔拉沙里泰接收，法国电视三台下属的勃艮第-弗朗什-孔泰大区频道在部分时段播出卢瓦尔河畔拉沙里泰所属区域的地方新闻。

## 友好城市
截至2021年7月，卢瓦尔河畔拉沙里泰共与五座城市互为友好城市关系：
- 德国 比登科普夫
- 德国 奥拉河畔诺伊施塔特
- 比利时 那慕爾韦皮永
- 比利时 科克赛德东敦刻尔克
- 義大利 菲奥伦蒂诺堡